# Walter Kudlich
Walter Kudlich, auch Walther geschrieben (* 25. Oktober 1857 in Wilhelmsburg, Kaisertum Österreich; † 18. April 1930 in Troppau, Tschechoslowakei) war ein österreichischer Jurist und Politiker.

## Leben

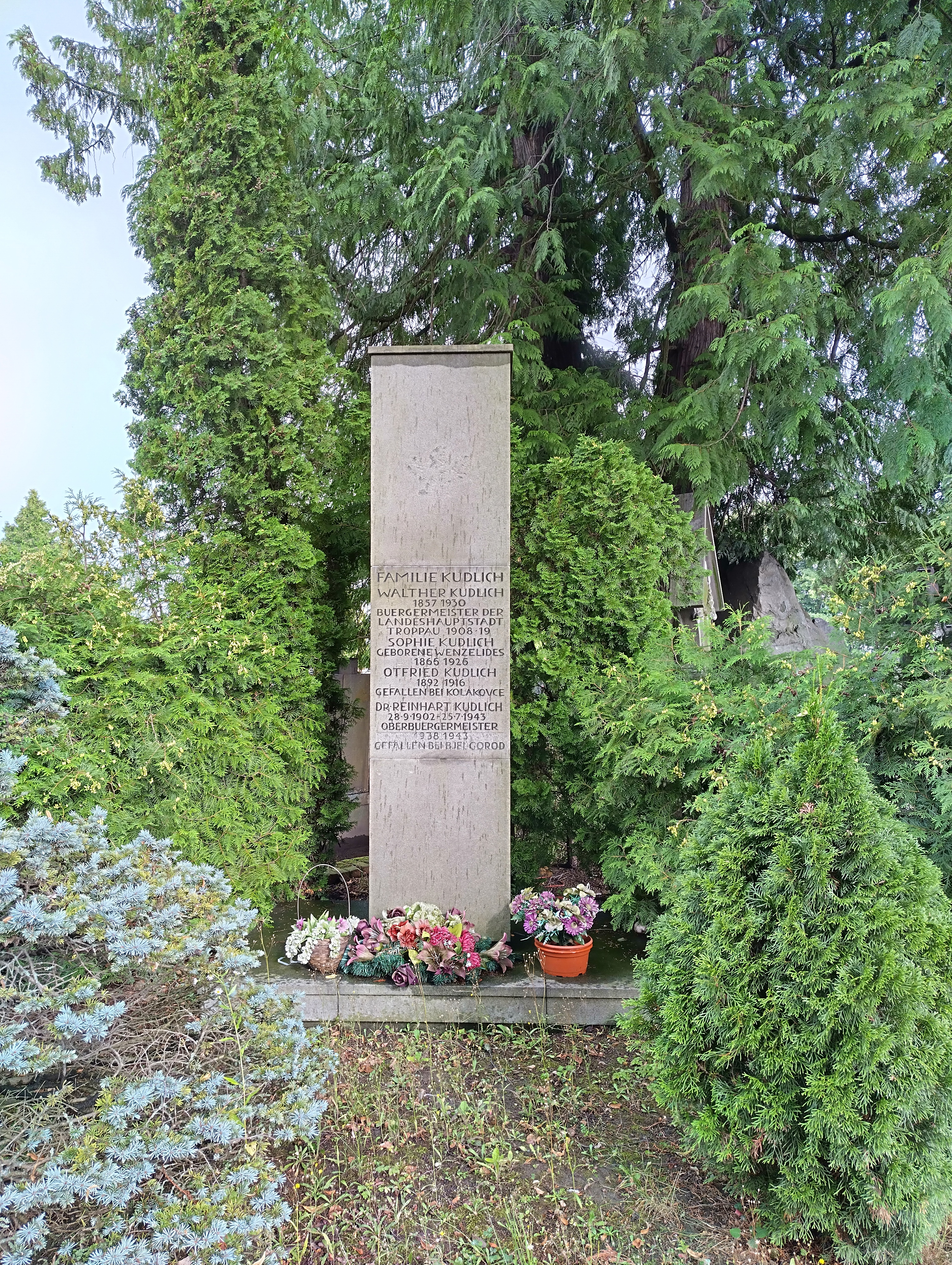
Grabenstein in Troppau

Als Sohn des Mitglieds der Frankfurter Nationalversammlung Hermann Kudlich (1809–1886) und Neffe des „Bauernbefreiers“ Hans Kudlich geboren, studierte Walter Kudlich nach dem Besuch des Troppauer Staatsgymnasiums Rechtswissenschaften in Wien. Während seines Studiums wurde er 1876 Mitglied der Wiener akademischen Burschenschaft Silesia. Er war auch Mitglied der Troppauer Ferialverbindung Germania. Nach seinem Studium war er im Justizdienst tätig, seit 1893 in Troppau, wo er 1903 Landesgerichtsrat und später Oberlandesgerichtsrat wurde. Er war Gründer von 1898 bis 1921 Obmann des Schutzvereins Nordmark. Von 1898 bis 1914 war er Abgeordneter im Schlesischen Landtag, von 1908 bis 1919 Bürgermeister von Troppau.
Seine Söhne waren Reinhart Kudlich (1902–1943) und Werner Kudlich, sein Enkel Jörg Kudlich.

## Ehrungen
- Ehrenbürger von Odrau, Oderfurt, Troppau und Wlastowitz
- Die Kudlichbrücke in Troppau wurde nach ihm benannt